# In the Morning / To Love Somebody 1976

## Közreműködők
- Barry Gibb – ének, gitár
- Maurice Gibb – ének,  gitár, zongora, orgona, basszusgitár
- Robin Gibb – ének
- Vince Melouney – gitár (Melody Fair)
- Colin Petersen – dob
- Geoff Bridgeford – dob
- stúdiózenekar Bill Shepherd vezényletével

## A lemez dalai
- In the Morning (Morning of My Life)  (Barry Gibb)  (1970), stereo 3:52, ének: Barry Gibb
- To Love Somebody (Barry és Robin Gibb) (1967), mono 3:00, ének: Barry Gibb

## A kislemez megjelenése országonként
- Japán RSO DW-3006